# بوب كولينز
بوب كولينز (بالإنجليزية: Bob Collins) هو موظف مدني وسياسي أسترالي، ولد في 8 فبراير 1946 في نيوكاسل في أستراليا، وتوفي في 20 سبتمبر 2007 في داروين في أستراليا بسبب جرعة زائدة. حزبياً، نشط في حزب العمال الأسترالي.

## مناصب
- انتخب Leader of the Opposition (Northern Territory) [الإنجليزية]‏ (2 نوفمبر 1981 – 18 أغسطس 1986).
- انتخب عضو الجمعية التشريعية للإقليم الشمالي ‏ عن دائرة Electoral division of Arafura [الإنجليزية]‏ (3 ديسمبر 1983 – 6 مارس 1987).
- انتخب عضو الجمعية التشريعية للإقليم الشمالي ‏ عن دائرة Electoral division of Arnhem [الإنجليزية]‏ (13 أغسطس 1977 – 2 ديسمبر 1983).
- انتخب عضو مجلس الشيوخ الأسترالي [الإنجليزية]‏ عن دائرة Northern Territory ‏ (11 يوليو 1987 – 30 مارس 1998).